# Hafizulláh Amín
Hafizulláh Amín (paštunsky حفيظ الله امين‎; 1. srpna 1929, Paghmán – 27. prosince 1979, Kábul) byl afghánský politik a v roce 1979 krátkou dobu i afghánský prezident (oficiálně předseda prezidia Revoluční rady).

## Život
Narodil se v Paghmánu nedaleko Kábulu.
Do roku 1957 studoval v USA a po krátkém pobytu v Afghánistánu v roce 1962 se vrátil zpět do Spojených států, aby mohl pokračovat ve studiu a získat doktorský titul.
Byl pravděpodobně strůjcem puče v roce 1978 proti prezidentu Muhammadu Dáúdovi, v jehož důsledku se dostal do čela státu Núr Mohammad Tarakí. Po puči se stal velitelem tajné afghánské policie a nechal v září 1979 Tarakího zavraždit a sám se stal prezidentem.
V průběhu sovětské invaze do Afghánistánu byl Hafizulláh Amín zastřelen sovětskými příslušníky speciálních sil SpecNaz při dobývání sídla vlády, známém jako operace Bouře 333.